# Anna Nederdal
Anna Gabriella Nederdal, född 5 juni 1967, är en svensk sångerska. 
Hon fick sitt genombrott i soulpopgruppen Zzaj, där hon tillsammans med Billy Bolero var fast medlem. Tillsammans med gitarristen Max Schultz gav hon ut albumet Anna Nederdal & Max Schultz 1995. Som soloartist deltog hon i den svenska Melodifestivalen 1992 med melodin Ingen annan än du, skriven av John Ekedahl och Tommy Kaså, vilken inte gick vidare till andra omröstningsomgången. Nederdal har varit en flitigt anlitad studiosångerska, med uppdrag för bland andra Thomas Di Leva, Eldkvarn, Eric Gadd, Christer Sandelin och Janne Schaffer.
I dag arbetar Anna Nederdal som ljudproducent och speaker, och har bland annat arbetat på radiokanalerna Sveriges Radio P3 och Lugna Favoriter. Hon har skrivit två böcker, om psykofarmaka och om sköldkörtelsjukdom, utgivna på eget förlag.

## Diskografi
- I hjärtats huvudstad, singel (1991)
- Ingen annan än du, singel (1992)
- Slow City Night, singel (1995) tillsammans med Max Schultz
- Little Thing Called Love, singel (1995) tillsammans med Max Schultz
- Anna Nederdal & Max Schultz, album (1995) tillsammans med Max Schultz

### Fotnoter
1. ↑  ”Någon måste komma sist” (på svenska). Helsingborgs Dagblad. 19 november 2007. https://www.hd.se/2007-11-19/nagon-maste-komma-sist. Läst 12 februari 2020.
2. ↑  Emilie Ekelund (19 juli 2013). ”Två nya röster i radion i höst” (på svenska). Ystads Allehanda. https://www.ystadsallehanda.se/ystad/tva-nya-roster-i-radion-i-host/?stopredirect. Läst 12 februari 2020.
3. ↑  ”Anna är en av dem som förlorade sitt liv” (på svenska). Sveriges Radio. 19 juli 2013. https://sverigesradio.se/sida/artikel.aspx?programid=101&artikel=5595731. Läst 12 februari 2020.